# Vojka Šmuc
Vojka Šmuc, študentka, politična preganjanka in borka narodnoosvobodilne borbe, * 9. september 1923, Logatec, † 27. november 1944, zaselek Škarić pri Kninu.

## Življenje in delo
Rodila se je v družini tržaškega trgovca Romana in uradnice Lucije Šmuc rojene Šinkovec. Starša sta se leta 1920 preselila v Logatec, 1927 pa se je družina vrnila v Trst. Tu je Vojka obiskovala italijansko osnovno šolo in končala 5-letno trgovsko šolo, obenem pa privatno obiskovala tečaje slovenskega jezika, ki jih je vodil prof. Josip Kosevel. Vključila se je v slovensko tržaško študentsko družbo, se udeleževala dijaških izletov narodne in protifašistične vsebine ter sodelovala pri raznih prosvetnih prireditvah. Med aretacijami najbolj zavedne slovenske mladine, ki so potekale od marca do oktobra 1940 je bila prvič aretirana tudi Vojka in 4 mesece zaprta v tržaških zaporih. Avgusta 1941 po prihodu Oskarja Kovačiča v Trst je dobila zvezo z njim ter se vključila v delo Osvobodilne fronte. Januarja 1942 je bila skupaj z družino drugič aretirana in maja istega leta obsojena na 5 let konfinacije. Kazen je prestajala do februarja 1943 v kraju Forenza ter nato do  kapitulacije Italije v Terranova di Pollino  (pokrajina Potenza). Po italijanski kapitulaciji se je prebila v Bari in se tu pridružila
prekomorskim brigadam. Iz Barija je najprej odšla v Carbonaro, kjer se je vključila v kulturno-prosvetno in vzgojno delo med borci, nato pa preko Gravine v Grumo, kjer je v zavezniških bolnišnicah opravila tečaj za bolničarko. Po končanem tečaju je bila kot sanitetna referentka decembra 1943 dodeljena 3. bataljonu 3. prekomorske brigade. Z brigado je marca 1944 preko Visa prišla v Dalmacijo, kjer se udeležila njene bojne poti. Padla je v bojih za osvoboditev Knina pri zaselku Škarići. V partizanih je pisala svoj dnevnik, ki je delno ohranjen, urejala in pisala pa je tudi v glasilo 3. brigade. Po njej je bilo 26. avgusta 1945 poimenovano slovensko prosvetno društvo »Škorklja - Vojka Šmuc« v Trstu (delovalo do leta 1948), 10. novembra 1965 pa Osnovna šola Vojke Šmuc Izola, ki se je istočasno pobratila z osnovno šolo »Narodni heroji« v Kninu. Akademska kiparja Jože Pohlen in Anton Sigulin sta za šolo v Izoli naredila Vojkin doprsni kip, slikarja Viktor Birsa in Alojz? (Avgust Andrej)? Bucik pa po zadnji ohranjeni fotografiji iz NOB umetniški portret, ki ga hrani šola v Izoli.